# إدارة الاتصال

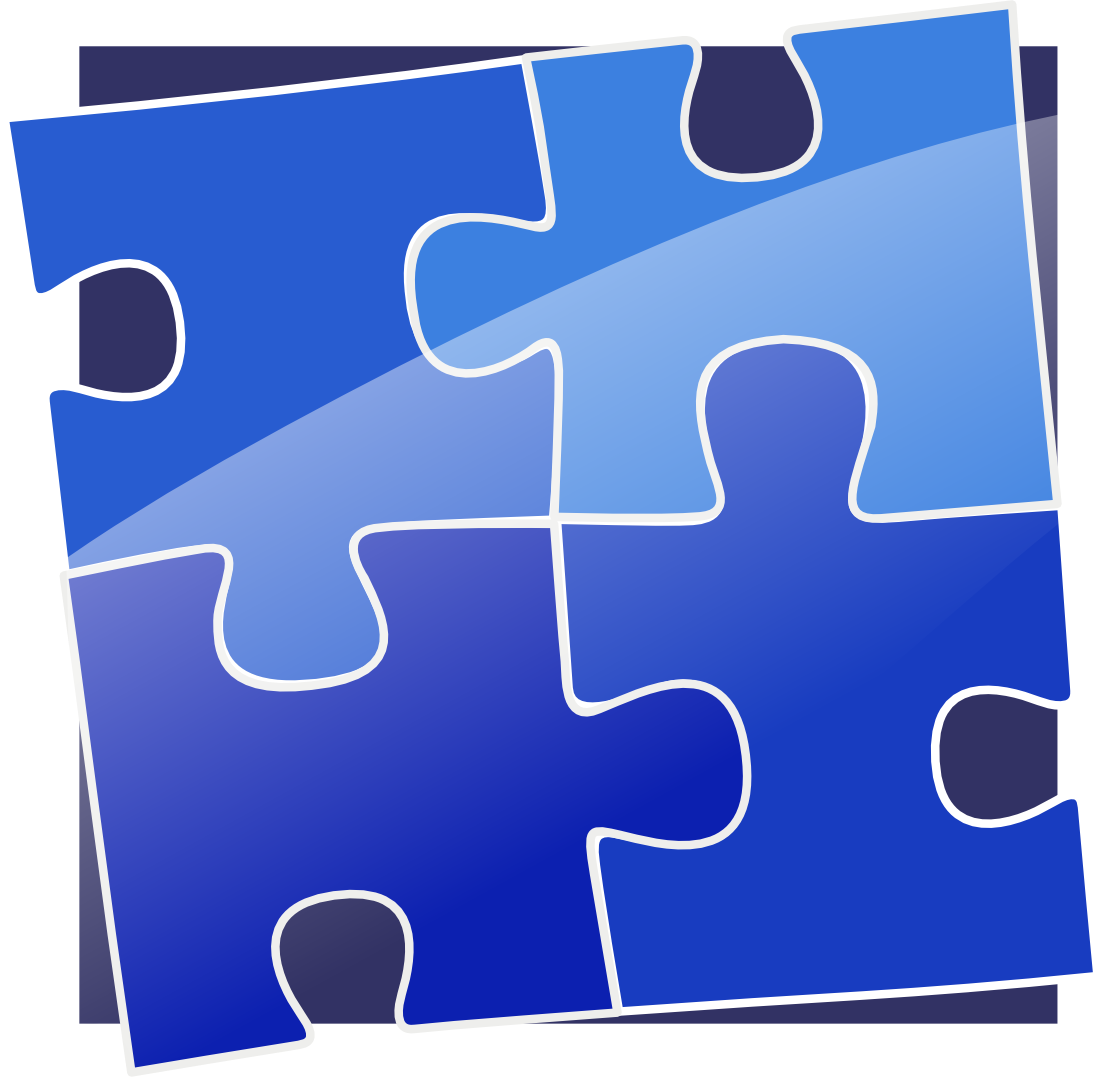

يعرف الاتصال بأنه إرسال واستقبال المعلومات بين الناس، وعرفه علماء الإدارة الاتصالات الإدارية بأنها: عملية إدارية لها جوانبها الاجتماعية والسلوكية تهتم بتوفير كافة المعلومات اللازمة لاستمرار العملية الإدارية عن طريق تجميع المعلومات ونقلها أو تبادلها أو إذاعتها، بحيث يتيسر لفرد أو جماعة معرفة أمور ومسائل يجهلونها، مع التأثير في سلوكهم وتوجههم للوجهة التي يريدها المرسل، ولا تتم عملية الاتصال إلا في صورة متبادلة من طرفين وليس من طرف واحد.

## أنواع الاتصالات الإدارية
هناك شكلين رئيسيين يختصان بالرسمية فالأول رسمي والثاني غير رسمي.

### الشكل الأول: الاتصالات الرسمية
هو الاتصال الذي يتم بين المستويات المختلفة في المؤسسة بالطرق الرسمية المتفق عليها كاجتماعات المعلمين بالإدارة المدرسية أو تداول التقارير بين المعلمي.
وتأخذ شبكة الاتصالات الرسمية في المنظمة اتجاهات مختلفة تتوافق وتبرز أهمية ودور كل واحدة منها بحسب طبيعة ومهام عمل المنظمة ولكن في الغالب تأخذ الاتجاهات التالية:
الاتصال النازل:
وهو الاتصال الأكثر شيوعا في المنظمات والذي يبدأ من المواقع الإدارية العليا في المنظمة وصولا إلى المستويات الأدنى، وتأخذ هذه الاتصالات في الغالب صيغة الأوامر والتعليمات والطلبات المحددة لإنجاز أعمال معينة من قبل المستويات التشغيلية وبما يتوافق مع الأهداف أو الخطط الموضوعة من قبل الإدارة العليا.
الاتصال الصاعد:
وهو الاتصال المتمثل بالمعلومات المستحصلة من المستويات الدنيا في المنظمة إلى الإدارة العليا، وذلك لحاجتها إلى البيانات والمعلومات لمعرفة مستوى الإنجاز المتحقق، وذلك لغرض معرفة الإدارة العليا ماتحقق من أهداف أو ماهية المعوقات التي حالت دون ذلك، ويمكن أن تكون هذة الاتصالات بشكل شفهي أوتحريري (تقارير) ولمختلف مجالات العمل في المنظمة.
الاتصال الأفقي: 
وهي تلك الاتصالات التي تجرى مابين المستوى الإداري الواحد والذي يأخذ في الغالب صفة التشاور والتنسيق ما بينها بهدف تحقيق الأداء الأفضل في العمل وبما يحقق التوافق ما بين كافة الأطراف العاملة في المنظمة لبلوغ تلك الأهداف المرسومة لها.

### الشكل الثاني: الاتصالات غير الرسمية
هي الخطوط المتقطعة والتي تتم خارج إطار الهيكل التنظيمي والتسلسل الوظيفي الذي ترسمه الخارطة التنظيمية للمنظمة، وهي تعبير عن شيوع العلاقات الشخصية وبعيداً عن الاطر الرسمية التي تحكم المستويات التنظيمية في داخل المنظمة.

### اتصال مكتوب - شفهي
الاتصال مكتوب: (اتصالات دقيقة، يمكن حفظها في سجلات).
الاتصال الشفهي: (مرن- يمكن الإجابة عن الأسئلة والاستفسارات) مثل: الاتصال بين المعلم وطلابه في غرفة الصف.

## عناصر الاتصال
1. المرسل: هو الشخص الذي يحاول نقل معنى أو قصد ما إلى شخص آخر.
2. المستقبل: وهو الفرد الذي يستقبل الرسالة.
3. الرسالة المعطاة: وهي ما يدور في خاطر المرسل من أفكار.
4. الرموز: تاخذ الرموز شكل كلمات أو أرقام أو تصرفات.
5. قنوات الاتصال: تكون في هئية راديو، تلفاز، هاتف، فاكس وغير ذلك.
6. الرد على الرسالة: وتمثل المعلومات المرتدة وقد يتضمن الرفض أو القبول أو الاستفسار أو الشكر أو التنفيذ أو تبادل المعومات.